# الرتب العسكرية (فلسطين)
الرتب العسكرية الفلسطينية وقد اعتُمِدت بموجب قانون الخدمة العسكرية الفلسطيني للقوات الفلسطينية والتي تضم أجهزة عسكرية متعددة، وتعد رتبة فريق أعلى رتبة عسكرية في دولة فلسطين.
وهذه هي الرتب العسكرية في دولة فلسطين للأجهزة الأمنية كافة:
| الرقم | الرتبة    | الحد الأدنى للبقاء في الرتبة | الفئة                  | الشارة |
| ----- | --------- | ---------------------------- | ---------------------- | ------ |
| 1     | جندي      | 3 سنوات                      | فئة ضباط الصف والأفراد |        |
| 2     | عريف      | 3 سنوات                      | فئة ضباط الصف والأفراد |        |
| 3     | رقيب      | 4 سنوات                      | فئة ضباط الصف والأفراد |        |
| 4     | رقيب أول  | 4 سنوات                      | فئة ضباط الصف والأفراد |        |
| 5     | مساعد     | 4 سنوات                      | فئة ضباط الصف والأفراد |        |
| 6     | مساعد أول | 4 سنوات                      | فئة ضباط الصف والأفراد |        |
| 7     | ملازم     | 3 سنوات                      | فئة الضباط             |        |
| 8     | ملازم أول | 4 سنوات                      | فئة الضباط             |        |
| 9     | نقيب      | 4 سنوات                      | فئة الضباط             |        |
| 10    | رائد      | 5 سنوات                      | فئة الضباط             |        |
| 11    | مقدم      | 5 سنوات                      | فئة الضباط             |        |
| 12    | عقيد      | 5 سنوات                      | فئة الضباط             |        |
| 13    | عميد      | 4 سنوات                      | فئة الضباط             |        |
| 14    | لواء      | 3 سنوات                      | فئة الضباط             |        |
| 15    | فريق أول  |                              | فئة الضباط             |        |

## هوامش
- «1»: الرتب العسكرية الفلسطينية هذه موحدة؛ بحيث تنطبق على الأجهزة الأمنية الفلسطينية كافة (الأمن الوطني، الأمن الوقائي، الشرطة، المخابرات العامة، الاستخبارات العسكرية، الحرس الرئاسي، الضابطة الجمركية، الدفاع المدني، الخدمات الطبية العسكرية، الارتباط العسكري وغيرها).